# Гранберг, Жанетта
Жанетта Гранберг, в замужестве Шернстрём (швед. Jeanette Granberg Stjernström; 19 октября 1825, Стокгольм — 2 апреля 1857, там же) — шведская писательница, переводчица и драматург.

## Биография и творчество
Юханна Шарлотта Гранберг, впоследствии известная как Жанетта Гранберг, родилась в 1825 году. Её родителями были драматург Пер Адольф Гранберг и его жена Жанетта Вильгельмина Хедманссон. У Жанетты были четыре сестры, одна из которых, Луиза, также стала писательницей.
Литературный дебют Жанетты состоялся, когда ей было 22 года. Она опубликовала, анонимно, одноактную пьесу «Filantropen», которая была поставлена в 1847 году одним из стокгольмских театров. В 1847 году Жанетта вышла замуж за актёра и директора театра Эдварда Шернстрёма. После замужества она начала писать пьесы для Малого театра (Mindre teatern) в Стокгольме, а также принимала участие в подготовке спектаклей.
Луиза Гранберг, поселившись у Жанетты и её мужа, писала пьесы и работала в театре вместе с сестрой. В 1850 году они опубликовали совместно написанную пьесу «Tidens strid eller det bästa kapitaliet: skådespel i tre akter och fyra tablåer», Жанетта под псевдонимом Georges Malméen, Луиза — под псевдонимом Carl Blink. Не всегда возможно определить, какие пьесы написаны сёстрами поодиночке, а какие — в соавторстве. В 1850 году в Малом театре состоялась постановка пьесы Жанетты «Läsarepresten», написанной под псевдонимом NEJ och två gånger NEJ («Нет и дважды НЕТ»). Она имела большой успех. Жанетта писала пьесы, затрагивающие актуальные социальные вопросы, а также на сюжеты из истории, однако любимым её жанром были пьесы-сказки. В 1855 году она создала вольное переложение французской комедии, используя в качестве основы датский перевод, о русалке, оказавшейся в Стокгольме. Пьеса под названием «Den ondes besegrare» выдержала 163 постановки. В 1855 году Жанетта Гранберг также написала либретто для оперы Германа Юхана Берена «Виолетта».
В 1855 году Жанетта Гранберг ездила в Париж с мужем и сестрой. Пьесы, увиденные ими в парижских театрах, уже на следующий год были поставлены в Малом театре, в переводе на шведский или вольном переложении. На следующий год Жанетта с мужем снова отправились в Париж. Благодаря переводам новых иностранных пьес, сделанным Жанеттой и Луизой, Малый театр опережал по разнообразию репертуара другие театры Стокгольма.
В общей сложности Жанетте Гранберг принадлежат 26 переводов пьес с французского, немецкого, английского и датского, а также 16 оригинальных пьес. Она умерла при родах в 1857 году в возрасте 32 лет и была похоронена на кладбище Святого Иоанна в Стокгольме.